# Coregonus ladogae
Coregonus ladogae är en fiskart som beskrevs av Pravdin, Golubev och Belyaeva, 1938. Coregonus ladogae ingår i släktet Coregonus och familjen laxfiskar. IUCN kategoriserar arten globalt som livskraftig. Inga underarter finns listade i Catalogue of Life.